# Undine (Friedrich de la Motte Fouqué)

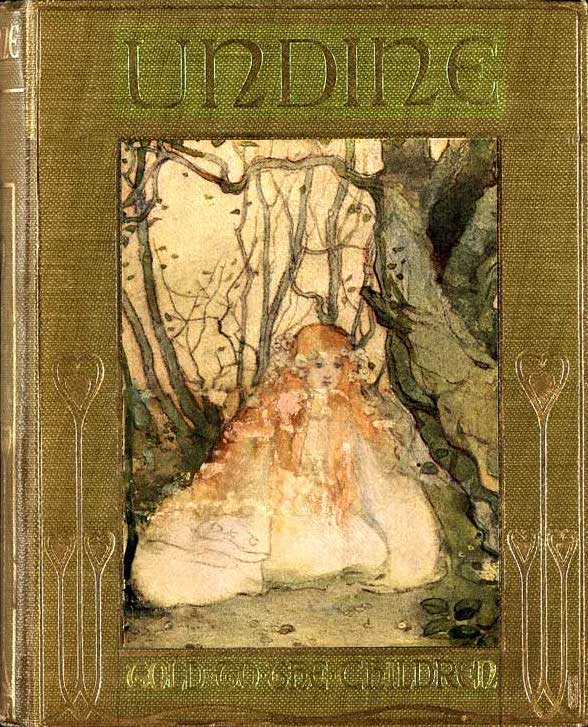
Buchausgabe von Undine

Illustration zu Fouqués Undine, Kapitel 15, durch Adalbert Müller, 1870

Undine ist ein Kunstmärchen von Friedrich de la Motte Fouqué. Es erschien 1811 in seiner Zeitschrift Jahreszeiten und als Buch.

## Inhalt
Ritter Huldbrand durchreitet auf Geheiß seiner angebeteten Bertalda, der Pflegetochter eines Herzogs, einen Spukwald und begegnet auf einer Landspitze einem alten Fischerspaar und dessen Findeltochter Undine. Ihr unwiderstehlicher Charme führt in der Abgeschiedenheit bei steigender Flut zur Vermählung. Immer wieder zeigt sich ein Flussgeist in Gestalt eines Alten. Es ist Undines Oheim, Kühleborn. Ihr Vater hat sie gesandt, damit sie durch die Ehe mit einem Menschen eine Seele erlangt. In der Stadt schließt sie Freundschaft mit Bertalda und enthüllt, dass diese die verlorene Tochter der Fischersleute ist, die als Kind in den Fluss gefallen ist. Die Eitle reagiert aber äußerst beleidigt. Auf Ritter Huldbrands Burg wendet sich seine Liebe von Undine, die ihm etwas unheimlich ist, wieder Bertalda zu. Das erzürnt Kühleborn. Immer wieder muss Undine ihren Mann beschützen. Schließlich wünscht dieser sie im Zorn in den Fluss zurück. Er trauert, aber heiratet Bertalda. Als diese, unwissend, den verschlossenen Burgbrunnen öffnen lässt, kommt Undine, den Elementargesetzen folgend, herauf und küsst Huldbrand weinend zu Tode.

### Erstes Kapitel. Wie der Ritter zu dem Fischer kam
Ein alter Fischer lebt auf einer Landzunge hinter einem von anderen Menschen gemiedenen Spukwald. Er selbst durchquert den Wald oft, um in der Stadt seine Fische zu verkaufen. Dabei fühlt er sich durch seine Frömmigkeit geschützt. Ritter Huldbrand kommt aus dem Wald zum Fischer und bittet ihn um ein Nachtlager. Er versteht sich schnell gut mit ihm und seiner Frau. Dann kommt ihre Pflegetochter Undine und will, gar nicht scheu, vom Ritter seine Abenteuer im Wald erzählt haben. Der Fischer will abends vom Spuk nichts hören. Undine rennt aus dem Haus.

### Zweites Kapitel. Auf welche Weise Undine zu dem Fischer gekommen war
Der Ritter ruft Undine nach, aber sie kommt nicht. Die Hausfrau ist zu Bett gegangen, der Fischer und sein Gast trinken Wein, aber hoffen unwillkürlich auf Zeichen, dass sie wiederkommt. Der Fischer erzählt, wie vor fünfzehn Jahren ihr kleines Kind ins Wasser fiel und abends ein nasses, etwa dreijähriges Mädchen vor der Tür stand, das Undine heißen wollte. Am Ende der Erzählung stürmt es und der Bach ist über die Ufer getreten. Die Männer laufen hinaus.

### Drittes Kapitel. Wie sie Undine wiederfanden
Der Ritter findet Undine auf einer durch die Überschwemmung gebildeten Insel. Sie will Huldbrand bei sich auf der Insel behalten und küsst ihn, während der Fischer schilt und weint. Undine ist erst bereit, die Insel zu verlassen, als der Fischer zusagt, dass der Ritter vom Wald erzählt. Bei der Heimkehr in die Hütte ist die Willkommensfreude groß. Man frühstückt im Morgenrot draußen. Undine und Huldbrand kommen sich dabei näher.

### Viertes Kapitel. Von dem, was dem Ritter im Walde begegnet war
Ritter Huldbrand erzählt, wie er in der Stadt beim Turnierfest ein schönes, aber hochmütiges Fräulein Bertalda kennengelernt habe, das ihn zur Probe in den verrufenen Wald geschickt habe. Bei ihrer Erwähnung beißt Undine dem Ritter in die Hand. Huldbrand erzählt weiter, dass er erst keine Bedenken hatte, sich im Wald dann aber doch gefürchtet habe, sich zu verlaufen. Dann habe er eine Gestalt in einem Baum gesehen, die er erst für einen Bären hielt, die ihm aber mit Menschenstimme drohte, ihn zu braten. Vor Angst lief sein Pferd auf eine Schlucht zu und wurde nur durch einen Bach, den er erst für einen weißen Mann hielt, vor dem Absturz gerettet. Dann stand ein kleiner hässlicher Kerl da, der Lohn für seine Rettung wollte und ihn im Galopp verfolgte, aber seine Goldstücke verlachte und ihm die Reichtümer der Kobolde unter der Erde zeigte. Der Ritter floh wieder. Dann erschien ein undeutliches weißes Gesicht, das ihn schließlich zur Fischerhütte trieb. Nach der Erzählung erklärt der Fischer dem Ritter den Weg zur Stadt, aber aufgrund des angeschwollenen Stroms kann der noch nicht fort.

### Fünftes Kapitel. Wie der Ritter auf der Seespitze lebte
Der Ritter beginnt, sich bei den Fischersleuten wie daheim zu fühlen, als sei ihm die restliche Welt fremd geworden. Den alten Leuten erscheinen die jungen Leute wie Verlobte, die ihnen im Alter beistehen. Die Laune aller trübt sich, als der Wein ausgeht. Da findet Undine ein Weinfass im Fluss. Selbst der Regen scheint ihr zu gehorchen und wartet, bis sie damit im Haus sind. Der Fischer hat ein schlechtes Gewissen wegen des vorigen Eigentümers des Weins, doch der Ritter verspricht, ihn zu finden und auszubezahlen. Das findet Undine dumm, jeder sei sich selbst der nächste. Sie wird ausgeschimpft und reagiert gekränkt.

### Sechstes Kapitel. Von einer Trauung
Ein Pater kommt und bittet um Obdach, Undine ist ungewöhnlich zuvorkommend. Der Pater hat zum Bischof reisen wollen, um ihm von der Überschwemmung zu berichten. Die Flut scheint nur gewartet zu haben, ihn hier an Land zu spülen. Er bemerkt, dass die Landspitze jetzt eine Insel sei. Undine und Huldbrand lassen sich vom Pater trauen. Undine ist dabei sehr ernst. Sie hat zwei prächtige Trauringe von ihren Eltern, die sie nie jemandem gezeigt hat. Der lange weiße Mann schaut bei der Trauung zum Fenster herein.

### Siebentes Kapitel. Was sich weiter am Hochzeitsabende begab
Nach der Trauung ist Undine wieder neckisch aufgelegt. Als der Pfarrer sie mahnt, ihre Seele besser zu stimmen, erwähnt sie, sie habe ja keine. Als sie es erklären will, bricht sie in Tränen aus, eine Seele müsse lieb, aber auch so schwer sein. Der Priester findet nichts Übles, nur Wunderliches an ihr, und empfiehlt dem Ritter Vorsicht, Liebe und Treue.

### Achtes Kapitel. Der Tag nach der Hochzeit
Der Ritter träumt nachts im Mondlicht von bösen Geistern, sieht jedoch nichts Böses in Undines Augen. Undine ist plötzlich ernst und dankbar zu ihren Pflegeeltern. Undine verrät ihm auf derselben Flussinsel, auf der sie schon einmal gesessen haben, dass sie ein Wasserwesen ist, das ihr Vater hergeschickt habe, damit sie durch Heirat eine Seele erlange.

### Neuntes Kapitel. Wie der Ritter seine junge Frau mit sich führte
Am nächsten Morgen berichtet Undine, dass sich ihr Oheim, der Fluss, zurückgezogen hat, und sie jetzt reisen können. Der Ritter überlegt erst, noch zu bleiben, aber stimmt ihr zu, dass dies den Schmerz der alten Leute nur vermehren würde. Sie ziehen nach kurzem, schmerzlichen Abschied mit dem Geistlichen. Im Walde begegnet ihnen Undines Oheim Kühleborn, zum Geleit gegen die Erdgeister, doch Undine will ihn nicht sehen. Pater Heilmann bemerkt ihn gar nicht, obwohl er mit ihm spricht.

### Zehntes Kapitel. Wie sie in der Stadt lebten
Huldbrand ist in der Stadt vermisst worden, auch von Bertalda, deren Pflegeeltern gekommen sind. Sie versteht sich sehr gut mit Undine, die für eine befreite Prinzessin gehalten wird. Bertalda soll mit zu Huldbrands Burg Ringstetten an die Quellen der Donau kommen. Kühleborn kommt aus einem Springbrunnen und verrät Undine etwas, das sie an Bertaldas Namensfeier bekanntgeben will.

### Elftes Kapitel. Bertaldas Namensfeier
Auf Bertaldas Namensfeier singt Undine und offenbart, dass Bertalda die Tochter der ebenfalls geladenen Fischersleute ist. Diese zeigt sich aber wütend darüber, dass sie von diesem Stand sein soll, worauf die Fischer sie nicht wollen. Ihre Pflegemutter findet Hautmale, von denen die Fischerin weiß. Undine ist erschüttert und beklagt die rauen Sitten der Leute, für die sie nichts könne.

### Zwölftes Kapitel. Wie sie aus der Reichsstadt abreisten
Sie reisen ab. Die Leute sind gegen Bertalda übel gesinnt, ihre Zieheltern haben sie verstoßen. Der Fischer will sie nur aufnehmen, wenn sie als Fischersdirne durch den Wald zu ihm kommt. Sie bittet Undine um Verzeihung. Undine bietet ihr ewige Freundschaft und dass sie mit nach Burg Ringstetten kommt.

### Dreizehntes Kapitel. Wie sie auf Burg Ringstetten lebten
Huldbrand hält mehr und mehr zu Bertalda, die sich eine herrische Art angewöhnt. Kühleborn beschert Bertalda Ohnmachtsanfälle. Der Fischer schreibt, dass seine Frau tot sei, und dass Bertalda wegbleiben könne, wenn sie nur Undine nichts tue. Undine lässt den Schlossbrunnen mit einem schweren Stein verschließen und malt Zeichen darauf, um Kühleborn abzuhalten. Bertalda ist dagegen, sie braucht das Wasser für ihre Haut. Als Undine es ihrem Mann erklärt, ist er gerührt über ihr gutes Herz. Sie bittet ihn, sie nie an einem Gewässer zu schelten, da ihre Verwandten sie dann zu sich herabziehen würden. Bertalda fühlt sich so zurückgesetzt, dass sie fortläuft. Huldbrand folgt ihr. Undine reitet ihm erschrocken nach, als sie hört, dass er ins Schwarztal will.

### Vierzehntes Kapitel. Wie Bertalda mit dem Ritter heimfuhr
Im Schwarztal findet Huldbrand zunächst Kühleborn, der ihm in Bertaldas Gestalt auflauert, dann Bertalda selbst. Diese kommt gern mit ihm, ist aber müde und kann bald nicht mehr weiter. Das Pferd Huldbrands ist so wild geworden, dass er sie nicht hinaufheben kann. Da kommt ein Kutscher, der dem Pferd ins Ohr flüstert, was es beruhigt. Auf seinem Wagen redet das Paar vertraulich, da wird der Kutscher zu Kühleborn. Undine muss die beiden vor ihm retten.

### Fünfzehntes Kapitel. Die Reise nach Wien
Bertalda ist dankbar und scheu und will von dem Brunnen aus Scham und vom Schwarztal aus Schrecken nichts wissen, erfährt darum auch nichts Näheres. Bei einem Spaziergang zu den Donauquellen platzt ihr die Idee heraus, eine Donaufahrt zu unternehmen, worin Undine sofort einstimmt. Sie genießen die Fahrt, doch Kühleborn zeigt seine Macht. Undine muss immer wieder gegen das Wasser schelten, der Ritter wird verdrießlich und die Schiffsleute schöpfen Verdacht. Bertalda spielt mit ihrem Goldhalsband über der Wasserfläche, da wird es ihr entrissen. Der Ritter schimpft. Undine holt ein schönes Korallenhalsband aus dem Wasser und will es Bertalda zum Ersatz reichen, doch er verwünscht sie laut zu ihren Verwandten. Sie weint, da sie jetzt fort muss, bittet ihn aber, ihr treu zu bleiben, damit sie ihn vor ihnen schützen kann. Sie verströmt in die Donau.

### Sechzehntes Kapitel. Von Huldbrands fürderm Ergehn
Anfangs erscheint Undine dem Ritter oft im Traum, dann seltener. Der Fischer fordert seine Tochter zurück. Huldbrand will Bertalda heiraten, und der Fischer stimmt schließlich zu. Pater Heilmann rät ab, da er Undine lebend als Traumgesicht gesehen hat. Doch Huldbrand und Bertalda haben sich entschlossen.

### Siebzehntes Kapitel. Des Ritters Traum
Huldbrand träumt, er fliege mit Schwänen übers Meer und höre Kühleborn zu Undine sagen, dass sie Huldbrand töten müsse, wenn er wieder heirate. Undine weiß, dass Huldbrand zusieht, und rät ihm, den Brunnen verschlossen zu lassen.

### Achtzehntes Kapitel. Wie der Ritter Huldbrand Hochzeit hielt
Die Stimmung auf der Hochzeit ist gedrückt und nur vorgeblich fröhlich. Bertalda lässt den Brunnen öffnen, weil das Wasser ihrer Haut gut täte. Dadurch ermöglicht sie Undine den Einstieg in die Burg, weshalb Undine nun ihre Pflicht erfüllen und Huldbrand töten muss, was sie schließlich durch einen Kuss tut.

### Neunzehntes Kapitel. Wie der Ritter Huldbrand begraben ward
Pater Heilmann kommt, weil der Mönch, der die Trauung vollzogen hat, erschrocken geht. Er versucht Bertalda zu trösten, der Fischer ist gefasst. Bei der Beerdigung erscheint Undine und lässt sich nicht abweisen. Danach ist eine Quelle da, die das Grab umfließt.

## Stil
Die Erzählung verwendet märchenhafte, einfache Handlungsorte und Figuren. Es sind dies im Wesentlichen der Wald, welcher gefürchtet wird, die Fischerhütte und die Burg bzw. der Ritter, die Braut und die Rivalin. Zeit und Ort sind unbestimmt (offenbar Mittelalter; Burg Ringstetten liegt bei den Donauquellen).
Die ersten neun Kapitel bei der Fischerhütte führen Huldbrand und Undine schrittweise zusammen, im Rhythmus von je drei Kapiteln, durch unbemerkte Einflüsse Kühleborns. Der Streit auf Bertaldas Namensfeier bildet einen gewissen Höhepunkt. Die zweite Hälfte bringt die Wiederentfremdung, mit Ortswechseln ebenfalls nach je drei Kapiteln, bis zu Huldbrands Hochzeit mit Bertalda. Das letzte Kapitel enthält nur noch die Beerdigungsszene. Zu Beginn wird das Wasser mit zwei liebenden Armen verglichen, die nach der Landzunge zu greifen scheinen. Das entspricht den zwei Wasserzweigen der Quelle am Schluss, die das Grab ihres Geliebten umfasst.
Die Wasserwesen werden immer wieder als Trugwesen beschrieben, da sich der Betrachter nicht sicher sein kann, ob sie wirklich existieren. Sie sprechen manchmal in Versen. Undines Oheim Kühleborn erscheint im einen Moment als langer weißer Mann, im nächsten wieder als Bach. Im Zusammenhang mit Undine werden pfeilschnelle Wogen und Wolken vor dem Mond beschrieben, was auf den Ritter übergreift, Kühleborn und der von ihm besessene Hengst schäumen, tosen und sprudeln. Der Erzähler wendet sich auch direkt an den Leser und spricht vom Wesen der Menschen, um Huldbrands Gefühle verständlich zu machen.
Der deutlichste Kontrast besteht zwischen der christlichen Menschenwelt und der Elementarwelt, was auch mit Licht und Dunkel, Haus und Wildnis verglichen wird. Erstere repräsentiert am meisten der ehrbare Fischer, dessen Glaube die Trugbilder des Waldes im Bann hält, letztere Undine, der die Elemente gehorchen. Eigentümlich ist das völlige Ausbleiben von Konfrontation und moralischem Urteil. Der Fischer beschreibt Undine als unartiges Kind, dem man aber nie böse sein kann. Sie ist auch in der Stadt und als Burgherrin stets beliebter als die herrische Bertalda, mit der sie dennoch stets die Versöhnung sucht. Die Rollenverteilung von Braut und Rivalin ist letztlich nicht eindeutig.

## Werkgeschichte
Friedrich de la Motte Fouqué veröffentlichte die Erzählung 1811 in seiner Zeitschrift Jahreszeiten und noch im selben Jahr als Buch, dem er noch ein Gedicht an seine Heldin voranstellte. Er hatte den Stoff aus einer Schrift von Paracelsus: Liber de Nymphis, Sylphis, Pygmaeis et Salamandris, et de caeteris spiritibus. Der romantische Rückgriff auf Märchen und Sagen ist gerade für Fouqué typisch. Passend wären hier die Melusine, Staufenberger oder Volksmärchen vom Typ Schwanenjungfrau oder falsche Braut (AaTh 400; 313). Gleichzeitig soll die Erzählung auch autobiographische Züge tragen.
Das Buch wurde in viele Sprachen übersetzt. Es hat viele spätere literarische Arbeiten beeinflusst: Hans Christian Andersens Die kleine Meerjungfrau, Oscar Wildes Der Fischer und seine Seele, Giraudoux’ Ondine und 1961 Ingeborg Bachmanns Undine geht.

## Vertonungen der Erzählung als Oper
- Undine, Zauberoper von E. T. A. Hoffmann (Uraufführung 1816 in Berlin)
- Undine, Zauberoper von Albert Lortzing (Uraufführung 1845 in Magdeburg)
- Undina, in Auszügen erhaltene Oper von Pjotr Iljitsch Tschaikowski, 1869 komponiert (Auszüge 1870 in Moskau uraufgeführt, Partitur größtenteils vernichtet, Fragmente in späteren Werken wiederverwendet)
- Undine, unvollendete Oper von Sergei Prokofjew (1904–1907 komponiert)

## Vertonungen der Erzählung als Ballett
- Undine (Ondine). Ballett in 3 Akten von Hans Werner Henze (1956/57). Libretto: Frederick Ashton (nach Friedrich de la Motte Fouqué). UA 27. Oktober 1958 London (Royal Opera House Covent Garden; Margot Fonteyn [Undine]; Royal Ballet, Choreographie: Frederick Ashton; Bühnenbild: Lila De Nobili; Dirigent: Hans Werner Henze)